# Великий воин
«Великий воин» (телугу మగధీర, Magadheera) — индийский фильм режиссёра С. С. Раджамаули на языке телугу, вышедший в прокат 30 июля 2009 года. Сюжет основан на идее реинкарнации и рассказывает о воине и его возлюбленной-принцессе, которые не смогли быть вместе при жизни, но после смерти возродились на Земле вновь через четыреста лет.
Главные роли исполнили Рам Чаран Теджа, Каджал Агарвал, Дев Гилл и Шрихари.
«Великий воин» стал самым кассовым фильмом на телугу и удерживал это звание в течение четырёх лет, пока его рекорд по сборам не был побит картиной «Путь к дому тёти». Фильм также принёс своим создателям две Национальных кинопремии, шесть Filmfare Awards South и девять Nandi Awards. В 2014 году он был переснят на бенгальском языке под названием Yoddha: The Warrior.

## Сюжет
Во время поездки в авторикше в дождь Харша мимолётом соприкасается с рукой девушки, ловившей такси. Это прикосновение вызывает в его памяти ряд смутных образов, а также убеждение, что эта девушка — та самая, что предназначена ему судьбой. Он возвращается на остановку и спрашивает у первой попавшейся девушки о незнакомке, не подозревая, что это и есть она. Девушка, Инду, принимает его за преследователя и даёт неверную информацию.
Кузен Инду Рагхувир, с семьёй которого у отца девушки всегда были плохие отношения, встречает её и влюбляется с первого взгляда. Чтобы добиться взаимности, он идёт на примирение и втирается в доверие к Инду и её отцу. Но каждый раз, когда он хочет коснуться её, его посещает видение того, как ему перерезает глотку воин из древних времён. Обратившись к астрологу, Рагхувир узнаёт, что это видения из его прошлой жизни, когда он также возжелал девушку, но был убит её возлюбленным. Тогда он решает найти реинкарнацию этого воина и убить его, чтобы он не смог ему помешать.
Тем временем Харша узнаёт, что Инду и есть та самая девушка, и решает подшутить над ней в ответ. Инду же осознаёт, что влюбилась в Харшу. Однако Рагхувир, опознав в парне угрозу, убивает отца Инду и обвиняет в этом Харшу. После этого Инду не желает больше иметь ничего общего со своим возлюбленным и уезжает вместе с Рагхувиром. Пытаясь их догнать, Харша падает в озеро и едва не погибает. Будучи на волосок от гибели, он вспоминает события своей прошлой жизни.
Четыреста лет назад в королевстве Удайгхар правил раджа Викрам Сингх. У него была единственная дочь — принцесса Митравинда Деви (Инду). В принцессу были влюблены её кузен Ранадев Билла (Рагхувир) и командир армии Кала Бхайрава (Харша). Принцесса ответила взаимностью воину, но он всегда держался в стороне из-за разницы в их социальном статусе. Обиженный Ранадев затеял состязание, победитель которого женится на принцессе, а проигравший — навсегда покинет королевство. Бхайрава выиграл, однако король попросил его отказаться от женитьбы, так как он может погибнуть в бою и оставить Митру вдовой. Принцесса была обескуражена отказом. Во время паломничества к святому месту Бхайравакона она нарисовала картину на скале, чтобы выразить свои чувства к Бхайраве и убедить его жениться на ней. В это время прибыл гонец с известием о том, что их царство пало, а к ним движется армия под предводительством Ранадевы и императора Шер-хана. Прибыв, Шер-хан бросил вызов Бхайраве, послав против него сотню воинов, но тот победил их всех. Поражённый его смелостью и мастерством, император хотел отпустить воина, но на Бхайраву напал Ранадев. Во время сражения Митра получила серьёзную рану перед тем, как Бхайраве удалось убить своего противника. Из последних сил она попросила возлюбленного открыть свои чувства, но умерла прежде, чем он успел это сделать. Её тело упало в пропасть, а убитый горем Бхайрава прыгнул вслед за ней.
В настоящее время Харшу спасает из воды рыбак по имени Соломон, который является реинкарнацией Шер-хана. Вместе они отправляются за Инду. Харше удаётся подслушать разговор Рагхувира с астрологом, который обещает, что если Инду до конца этого дня не вспомнит свою прошлую жизнь, то больше не вспомнит её никогда и останется с Рагхувиром. Чтобы не допустить этого, Харша похищает девушку и привозит её в Бхайравакону. Рагхувир отправляется вслед за ними, чтобы забрать Инду. Но прежде, чем он успевает это сделать, она видит картину, нарисованную ею в прошлой жизни, и всё вспоминает.

## В ролях
- Рам Чаран Теджа — Харша / Кала Бхайрава
- Каджал Агарвал — Инду / Митравинда Деви
- Дев Гилл[англ.] — Рагхувир / Ранадев Билла
- Шрихари[англ.] — Соломон / Шер-хан
- Сунил[англ.] — друг Харши
- Сурья Кумар Бхагвандас[англ.] — Бхупати Варма, отец Инду
- Сарат Бабу — Викрам Сингх, раджа Удайгхара
- Хема[англ.] — Шашикала
- Брахманандам[англ.] — сосед Инду
- Салони Асвани[англ.] — невеста Соломона
- Мумаит Хан[англ.] — Решма, камео в песне «Bangaru Kodipetta»
- Чирандживи — камео в песне «Bangaru Kodipetta»
- Ким Шарма[англ.] — танцовщица в песне «Jorsey»

## Саундтрек
В клипе на песню «Rolling Title Music» были показаны съёмочная группа и актёрский состав. «Bangaru Kodipetta» является кавер-версией одноимённой песни из фильма Gharana Mogudu, в котором снимался отец Рама Чарана Чирандживи, также появившийся в видео к песне. Клип на песню «Naakosam Nuvvu» снимали в Швейцарии.
| №                   | Название               | Текст песни         | Исполнители                   | Длительность |
| ------------------- | ---------------------- | ------------------- | ----------------------------- | ------------ |
| 1.                  | «Bangaru Kodipetta»    | Бхувана Чандра      | Ранджит, Шивани               | 6:02         |
| 2.                  | «Dheera Dheera Dheera» | Чандрабос           | Никитха Нигам, М. М. Киравани | 4:48         |
| 3.                  | «Panchadara Bomma»     | Чандрабос           | Анудж Гурвара, Рита           | 4:45         |
| 4.                  | «Jorsey»               | Чандрабос           | Далер Мехенди, Гита Мадхури   | 4:37         |
| 5.                  | «Naakosam Nuvvu»       | М. М. Киравани      | Дипу, Гита Мадхури            | 3:52         |
| 6.                  | «Rolling Titles Music» | М. М. Киравани      | Джесси Гифт                   | 2:58         |
| Общая длительность: | Общая длительность:    | Общая длительность: | Общая длительность:           | 25:42        |

## Релиз
Фильм был выпущен в прокат 31 июля 2009 года в 1250 кинотеатрах по всему миру, включая более 1000 кинотеатров в штате Андхра-Прадеш, став самым большим релизом в истории Толливуда на тот момент. За рубежом фильм был показан в 25 кинотеатрах, в том числе в 21 кинотеатре Северной Америки. В мае 2011 года фильм был выпущен одновременно в двух дублированных версиях: на тамильском под названием Maaveeran и на малаялам под названием Dheera—The Warrior . Хиндиязычный дубляж был выпущен в 2015 году с небольшими изменениями, включая отсутствие слов в музыкальных номерах.

## Критика
| Рейтинги           | Рейтинги |
| Издание            | Оценка |
| ------------------ | --- |
| The Times of India | 3 из 5 звёзд · 3 из 5 звёзд · 3 из 5 звёзд · 3 из 5 звёзд · 3 из 5 звёзд |
| Rediff.com         | 3 из 5 звёзд · 3 из 5 звёзд · 3 из 5 звёзд · 3 из 5 звёзд · 3 из 5 звёзд |
| Idlebrain.com      | 3,5 из 5 звёзд · 3,5 из 5 звёзд · 3,5 из 5 звёзд · 3,5 из 5 звёзд · 3,5 из 5 звёзд                                                                                                |
| 123telugu.com-1    | 3,5 из 5 звёзд · 3,5 из 5 звёзд · 3,5 из 5 звёзд · 3,5 из 5 звёзд · 3,5 из 5 звёзд                                                                                                |
| 123telugu.com-2    | 3,75 из 5 звёзд · 3,75 из 5 звёзд · 3,75 из 5 звёзд · 3,75 из 5 звёзд · 3,75 из 5 звёзд                                                                                           |
| fullhyd.com        | 7,5 из 10 звёзд · 7,5 из 10 звёзд · 7,5 из 10 звёзд · 7,5 из 10 звёзд · 7,5 из 10 звёзд · 7,5 из 10 звёзд · 7,5 из 10 звёзд · 7,5 из 10 звёзд · 7,5 из 10 звёзд · 7,5 из 10 звёзд |

Б. В. С. Пракаш из The Times of India написал в своей рецензии: «В отличие от своих предыдущих экшн-ориентированных плёнок директор Раджамаули убедительно подаёт трогающую сердце историю любви в роскошной канве. Спасибо ему также за способ, которым он визуализировал и представил фильм».
Суреш Кришнамурти из The Hindu отметил, что Раджамаули выделяется в деле рассказывания историй, он использует флешбэк как переключатель и делает интересным перемещение вперёд-назад по временной канве, пронося зрителя сквозь 400 лет в один миг.
Радхика Раджамани из Rediff.com добавила, что фильм получил прекрасную музыку М. М. Киравани, блестящую работу камеры Сентила Кумара, искусную художественную постановку Равиндера, хороший дизайн костюмов Рамы Раджамаули, прекрасный монтаж Котагири Венкатешвары Рао и превосходную графику для фильма на телугу.
Idlebrain.com в своём отзыве назвал плюсами фильма Рама Чарана Теджу, оригинальную тему перерождения, ретроспективные эпизоды, пышность и коммерческую рентабельность, с другой стороны было много возможностей улучшить вторую половину.
Рецензенты с 123telugu.com сошлись во мнениях, что одним из лучших элементов фильма является персонаж Рама Чарана, однако ему всё ещё не хватает мастерства, чтобы добиться нужной интенсивности эмоций.
Дипа Гаримелла с сайта Fullhyd.com заметила, что «Великий воин» — это такой фильм, в котором вы знаете, что произойдёт дальше наперёд, но тем не менее достаточно увлекательный, чтобы держать вас у экрана до последнего кадра.

## Награды
| Награды          | Награды                        | Награды                              | Награды                                     | Награды       | Награды |
| Дата             | Награда                        | Категория                            | Лауреат                                     | Ссылка        |         |
| ---------------- | ------------------------------ | ------------------------------------ | ------------------------------------------- | ------------- | ------- |
| 17 июля 2010     | Mirchi Music Awards South      | Альбом года (выбор слушателей)       | Magadheera                                  | [ 14 ]        |         |
| 17 июля 2010     | Mirchi Music Awards South      | Песня года (выбор слушателей)        | «Panchadara Bomma»                          | [ 14 ]        |         |
| 17 июля 2010     | Mirchi Music Awards South      | Подающая надежды вокалистка          | Никитха Нигам («Dheera Dheera»)             | [ 14 ]        |         |
| 7 августа 2010   | Filmfare Awards South (Телугу) | Лучший фильм                         |                                             | [ 15 ]        |         |
| 7 августа 2010   | Filmfare Awards South (Телугу) | Лучшая режиссура                     | С. С. Раджамаули                            | [ 15 ]        |         |
| 7 августа 2010   | Filmfare Awards South (Телугу) | Лучшая мужская роль                  | Рам Чаран Теджа                             | [ 15 ]        |         |
| 7 августа 2010   | Filmfare Awards South (Телугу) | Лучшая музыка к песне                | М. М. Киравани                              | [ 15 ]        |         |
| 7 августа 2010   | Filmfare Awards South (Телугу) | Лучший мужской закадровый вокал      | Анудж Гурвара («Panchadara Bomma»)          | [ 15 ]        |         |
| 7 августа 2010   | Filmfare Awards South (Телугу) | Лучшая операторская работа           | К. К. Сентил Кумар                          | [ 15 ]        |         |
| 8 августа 2010   | Santosham Film Awards          | Лучший фильм                         |                                             | [ 16 ]        |         |
| 8 августа 2010   | Santosham Film Awards          | Лучшая мужская роль                  | Рам Чаран Теджа                             | [ 16 ]        |         |
| 8 августа 2010   | Santosham Film Awards          | Лучшая хореография                   | Прем Ракшит                                 | [ 16 ]        |         |
| 8 августа 2010   | Santosham Film Awards          | Лучшая операторская работа           | К. К. Сентил Кумар                          | [ 16 ]        |         |
| 8 августа 2010   | Santosham Film Awards          | Лучший монтаж                        | Котагири Венкатешвара Рао                   | [ 16 ]        |         |
| 8 августа 2010   | Santosham Film Awards          | Лучшая постановка боёв               | Питер Хейн                                  | [ 16 ]        |         |
| 8 августа 2010   | Santosham Film Awards          | Лучшая работа художника-постановщика | Р. Равиндер                                 | [ 16 ]        |         |
| 8 августа 2010   | Santosham Film Awards          | Лучший дизайн рекламы                | Суреш Будджи                                | [ 16 ]        |         |
| 8 августа 2010   | Santosham Film Awards          | Best Production Manager              | Йогананд                                    | [ 16 ]        |         |
| 18 августа 2010  | CineMAA Awards                 | Лучший фильм                         |                                             | [ 17 ]        |         |
| 18 августа 2010  | CineMAA Awards                 | Лучший продюсер                      | Аллу Аравинд                                | [ 17 ]        |         |
| 18 августа 2010  | CineMAA Awards                 | Лучшая режиссура                     | С. С. Раджамаули                            | [ 17 ]        |         |
| 18 августа 2010  | CineMAA Awards                 | Лучшая мужская роль                  | Рам Чаран Теджа                             | [ 17 ]        |         |
| 18 августа 2010  | CineMAA Awards                 | Лучшие стихи к песне                 | Чандрабос («Panchadara Bomma»)              | [ 17 ]        |         |
| 18 августа 2010  | CineMAA Awards                 | Лучший мужской закадровый вокал      | Анудж Гурвара («Panchadara Bomma»)          | [ 17 ]        |         |
| 18 августа 2010  | CineMAA Awards                 | Лучший женский закадровый вокал      | Никита Нигам («Dheera Dheera»)              | [ 17 ]        |         |
| 18 августа 2010  | CineMAA Awards                 | Лучшая хореография                   | Прем Ракшит                                 | [ 17 ]        |         |
| 18 августа 2010  | CineMAA Awards                 | Лучшая операторская работа           | К. К. Сентил Кумар (совместно с «Арундати») | [ 17 ]        |         |
| 18 августа 2010  | CineMAA Awards                 | Лучший монтаж                        | Котагири Венкатешвара Рао                   | [ 17 ]        |         |
| 18 августа 2010  | CineMAA Awards                 | Лучшая работа художника-постановщика | Р. Равиндер                                 | [ 17 ]        |         |
| 15 сентября 2010 | Национальная кинопремия        | Лучшая хореография                   | К. Шивашанкар                               | [ 18 ]        |         |
| 15 сентября 2010 | Национальная кинопремия        | Лучшие спецэффекты                   | К. Ч. Камалаканнан                          | [ 18 ]        |         |
| 19 сентября 2010 | South Scope Awards             | Лучший фильм                         |                                             | [ 19 ]        |         |
| 19 сентября 2010 | South Scope Awards             | Лучшая режиссура                     | С. С. Раджамаули                            | [ 19 ]        |         |
| 19 сентября 2010 | South Scope Awards             | Лучшая мужская роль                  | Рам Чаран Теджа                             | [ 19 ]        |         |
| 19 сентября 2010 | South Scope Awards             | Лучшие стихи к песне                 | Чандрабос («Panchadara Bomma»)              | [ 19 ]        |         |
| 19 сентября 2010 | South Scope Awards             | Лучший мужской закадровый вокал      | Анудж Гурвара («Panchadara Bomma»)          | [ 19 ]        |         |
| 19 сентября 2010 | South Scope Awards             | Лучшая операторская работа           | К. К. Сентил Кумар                          | [ 19 ]        |         |
| 7 октября 2010   | Nandi Awards                   | Лучший популярный фильм              |                                             | [ 20 ] [ 21 ] |         |
| 7 октября 2010   | Nandi Awards                   | Лучшая режиссура                     | С. С. Раджамаули                            | [ 20 ] [ 21 ] |         |
| 7 октября 2010   | Nandi Awards                   | Лучшая хореография                   | К. Шивашанкар                               | [ 20 ] [ 21 ] |         |
| 7 октября 2010   | Nandi Awards                   | Лучший монтаж                        | Котагири Венкатешвара Рао                   | [ 20 ] [ 21 ] |         |
| 7 октября 2010   | Nandi Awards                   | Лучшая работа художника-постановщика | Р. Равиндер                                 | [ 20 ] [ 21 ] |         |
| 7 октября 2010   | Nandi Awards                   | Лучшая работа звукооператора         | Радхакришна                                 | [ 20 ] [ 21 ] |         |
| 7 октября 2010   | Nandi Awards                   | Лучший дизайн костюмов               | Рама Раджамаули                             | [ 20 ] [ 21 ] |         |
| 7 октября 2010   | Nandi Awards                   | Лучшие спец-эффекты                  | К. Ч. Камалаканнан                          | [ 20 ] [ 21 ] |         |
| 7 октября 2010   | Nandi Awards                   | Специальный приз жюри                | Рам Чаран Теджа                             | [ 20 ] [ 21 ] |         |